# ジェーシードゥコー
ジェーシードゥコー（フランス語: JCDecaux S.A.）は、フランス・イル＝ド＝フランス・ヌイイ＝シュル＝セーヌに本社を置き、世界70ヶ国以上に拠点を持つ広告代理店。デジタルサイネージやビルボードなどの屋外広告分野における世界最大手である。日本では、三菱商事との合弁企業であるエムシードゥコー株式会社が事業を行っている。ユーロネクスト・パリ上場企業（Euronext: DEC ）。
フランス語での発音は「ジーセードゥコー」に近いが、日本語での表記について上記合弁企業ではジェーシードゥコーと表記されており、またジェーシードコーなどの揺らぎがある。

## 沿革
1964年、創始者であるジャン＝クロード・ドゥコー（Jean-Claude Decaux）が、バス待合所の看板を利用した広告事業を興したことからスタート、2年後にはブリュッセルなどフランス国外への進出を開始し、1980年代に入ると、ニュースを流せる電子広告看板や、限られたスペースに複数の広告を掲載できるスクロール看板を投入していった。1990年代には1994年のサンフランシスコを皮切りに、アメリカ合衆国での広告事業を開始、1997年にシドニー、1999年にシンガポールに進出した。1999年に同業大手のHavas Media Communicationを買収し空港における看板広告の分野でシェアを拡げ、2001年に株式を上場した。
2010年、売上における世界最大の屋外広告事業者となった。

## 国際展開
世界75カ国で事業を行なっており、フランス以外からの売上は全体の77.9%を占める。

### 欧州
ジェーシードゥコーはフランスで創業したが、1966年のベルギー進出を皮切りに、1971年ポルトガル、1982年ドイツ、1996年トルコ、1984年イギリスに進出。2010年に競合のタイタン・アウトドアを買収。2015年にはロンドン交通局の契約を獲得。現在では、ルクセンブルク、オランダ、フィンランド、スウェーデン、スペイン、スロバキア、チェコ、ノルウェー、アイルランド、ポーランド、ハンガリー、バルト3国、ブルガリア、ウクライナ等で事業活動を行なっている。デンマーク、イタリア、アイスランド、スイス、オーストリア、クロアチア、セルビア、ロシアは出資または提携、合弁にて事業展開をしている。

### 米州

#### 北米
1993年より、アメリカ合衆国26都市の空港で事業を行なっている。カナダには2002年に進出。北米事業はニューヨークに本社をおいている。

#### 中南米
ブラジルとアルゼンチンに1998年に進出。ウルグアイ、チリににも進出。

### 中近東アフリカ
アラブ首長国連邦のドバイとアブダビ、カタール、イスラエル、サウジアラビアに事務所を置く。オマーン・マスカットにて事業展開。アフリカにはアルジェリア、カメルーン、コートジボワール、南アフリカ、タンザニア、ボツワナ、ナイジェリアで事業運営。

### アジア太平洋
1997年にオーストラリアに進出。シンガポールとタイに1999年に進出。日本には2000年10月、三菱商事との合弁企業であるエムシードゥコー株式会社が設立され、広告付きバス停留所などの事業を展開している。2014年以降、ジェーシードゥコーが85%、三菱商事が15％の株式保有比率となっている。香港、北京、上海を含む中国、インド、ウズベキスタン、カザフスタン、モンゴルに進出している。2018年にオーストラリアのAPNアウトドアを買収した。